# ファビアーノ・パリージ
ファビアーノ・パリージ（Fabiano Parisi, 2000年11月9日 - ）は、イタリア・ソロフラ出身のサッカー選手。ACFフィオレンティーナ所属。ポジションはディフェンダー。

## 経歴

### クラブ
出身地ソロフラの隣町セリーノにあるサッカースクールのプロ・イルピーニアでサッカーを始め、2016年に首都ローマのアマチュアクラブであるヴィゴル・ペルコンティに加わった。2017年の夏、セリエAに昇格したベネヴェント・カルチョの下部組織に加入し、2017-18シーズンはユースリーグ2部であるカンピオナート・プリマヴェーラ2で戦った。
2018年の夏には、破産によりセリエBからセリエDに降格したUSアヴェッリーノ1912に1年間のレンタル移籍で加入。シーズンを通して41試合に出場し、ジローネGでの優勝、及び各ジローネの勝者9クラブが争うスクデット・セリエDのタイトルを獲得した。2019年の夏には完全移籍で再びアヴェッリーノに加わり、初のプロリーグの舞台となるセリエCでプレーオフを含めて28試合に出場、4得点を記録した。
2020年9月22日、セリエBのエンポリFCに3年契約で加入した。2020-21シーズンはリーグ戦20試合1得点を記録すると、クラブはセリエBで優勝。シーズン終了後には新たにクラブと2025年までの契約を結んだ。初のセリエAの舞台となった2021-22シーズン、10月17日にホームのスタディオ・カルロ・カステラーニで行われた第8節のアタランタBC戦で82分からリッカルド・マルキッツァに代わって出場し、セリエAにデビューした。
2023年7月14日、ACFフィオレンティーナに移籍した。

### 代表
2021年11月、U-21イタリア代表に初招集された。16日にスタディオ・ベニート・スティルペで行われたU-21ルーマニア代表との親善試合で後半開始からジャコモ・クアッリャータに代わって出場し、アッズッリーニにデビューした。
2022年5月20日、イタリア代表を率いるロベルト・マンチーニは24日から26日にかけてコヴェルチャーノで行う若手選手のトレーニングキャンプに参加する53名を発表。パリージもそのメンバーに選出された。

## タイトル
アヴェッリーノ
- セリエD（ジローネG） 2018-19
- スクデット・セリエD 2018-19

エンポリ
- セリエB 2020-21